# Wieża strażnicza w Breźnie

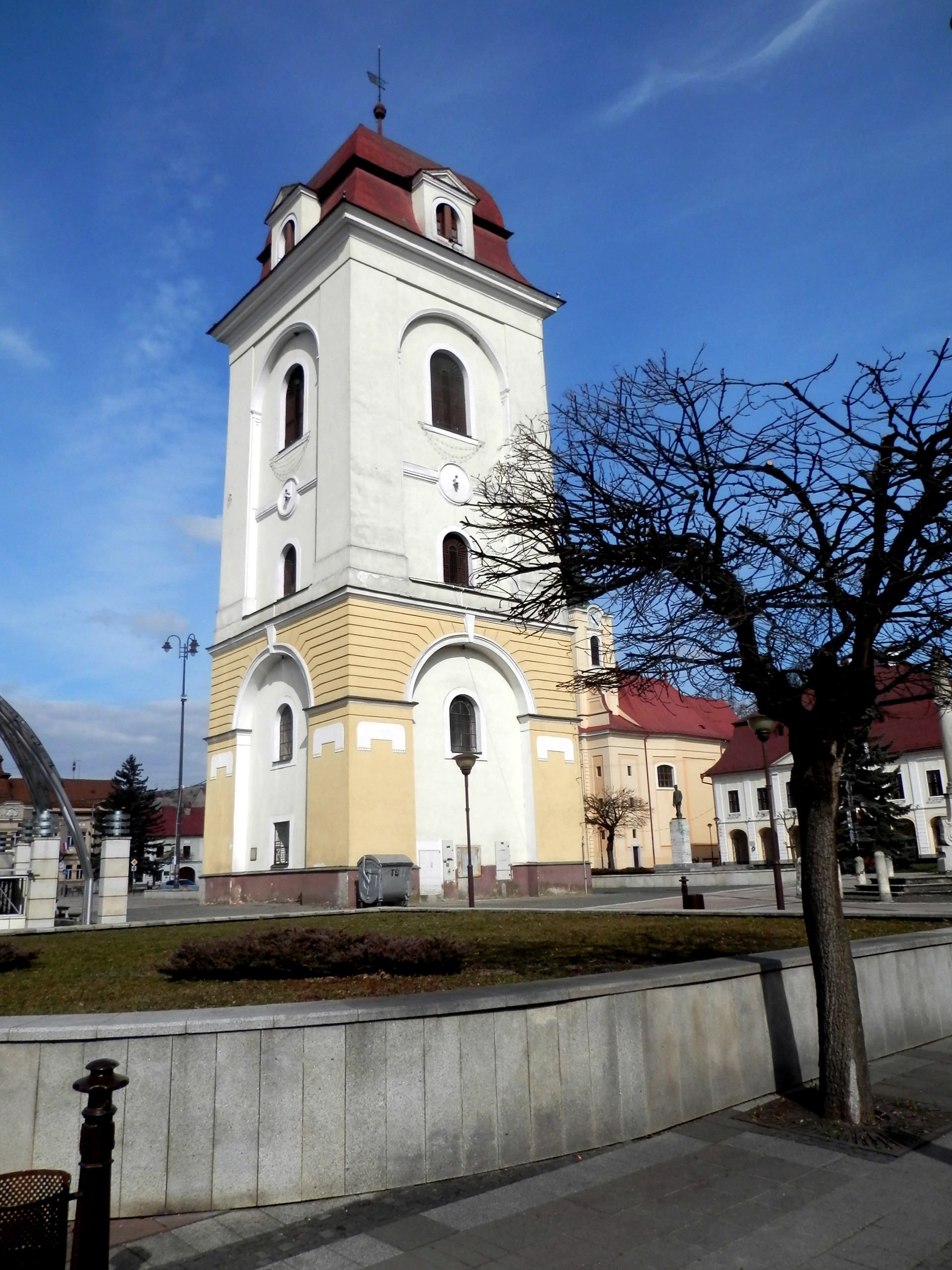
Wieża strażnicza w Breźnie

Wieża strażnicza w Breźnie (zwana również „dzwonnicą”) – XIX-wieczna wieża w Breźnie w kraju bańskobystrzyckim na Słowacji. Wznosi się we wschodniej części centralnego placu miasta (Namestie gen. M. R. Štefánika), u wylotu Rázusovej ulicy i jest od dawna najlepiej rozpoznawalną dominantą miasta.
Wybudowana w 1830 r. w stylu klasycystycznym. Murowana na planie kwadratu o boku ok. 10 m, jest wysoka na 31 metrów. Czterokondygnacyjna, nakryta jest czworobocznym dachem hełmowym w typie dachu mansardowego. Wszystkie fasady zdobią płytkie, dwukondygnacyjne arkady nawiązujące do pilastrów w narożnikach budowli. Ponad kondygnacją z dzwonami, w mansardzie dachu, mieściło się mieszkanie strażnika, który dzwonieniem ogłaszał zagrożenie pożarowe lub inne niebezpieczeństwo. Dzwonnica była remontowana na przełomie XIX i XX w. i ponownie na przełomie XX i XXI w.
Na wieży znajdują się trzy dzwony. Największy z nich, imieniem Józef Kalasanty, odlany w 1780 r. w Bańskiej Szczawnicy, waży 980 kg. Pozostałe dwa zawieszono w 1924 r. Większy z napisem Święty Florianie, chroń nas od ognia waży 580 kg, ostatni, mniejszy, waży 358 kg.
Obecnie na parterze i 1. kondygnacji wieży mieści się Miejskie Centrum Informacji i kawiarnia. Na wyższych kondygnacjach od 2023 r. znajduje się nowa stała ekspozycja poświęcona dzwonnicy i dzwonom oraz Milanowi Rastislavowi Štefánikowi. Wstęp na ekspozycje jest płatny.